# Tillingham
Tillingham is een civil parish in het bestuurlijke gebied Maldon, in het Engelse graafschap Essex met 1058 inwoners.